# コッキーポップ
『コッキーポップ』（Cocky Pop）は、ニッポン放送他NRN加盟の各局（例外的に系列外ネット局あり）で1971年 - 1986年に放送されていたラジオ音楽番組、または日本テレビ系列で1977年 - 1982年に放送されていた音楽番組。略称は『コッキー』。
いずれもヤマハ音楽振興会が制作協力し、ヤマハの提供で、『ヤマハポピュラーソングコンテスト』と連動していた番組である。司会、パーソナリティも両番組共通して大石吾朗が務めていた。

## 番組名
番組名の「cocky（コッキー）」はヤマハの川上源一の発案であったが、本来「気取った」「生意気な」と言ったこの意味を、番組では「時代を先取りしたポップス」としていたという。

## ラジオ
『ヤマハポピュラーソングコンテスト』（ポプコン）がまだ『作曲コンクール』というタイトルで行われていた1971年6月7日に放送開始。リスナーから寄せられたはがきとポプコンで入賞した曲を中心とした選曲、リクエストで構成、この他にポプコン出身歌手、バンドをゲストに迎えてのインタビューやトーク、ポプコン本選会のリポートやリクエストランキングなどを特集して放送されていた。歌手、ミュージシャンたちの音楽を大事にしたいという意向で、曲はフルコーラスかけるのが基本だった。
番組中のトークについても、本番組スタート当時、他のラジオ番組が最初からにぎやかなものばかりだったことから、初代ディレクターの近藤孝麿はその逆を行こうと考え、「はしゃがず、ポエティックに、一人の人に語りかけるつもりで」という方針を立てて番組作りを進めた。
本番組開始当初は、大石の他にアシスタントとして平野レミも出演、他に『作曲コンクール』時代の審査員でもあった三保敬太郎、村井邦彦、鈴木邦彦の3人の作曲家がローテーションで出演。作詞家の松原史明が構成作家を務めていた。
当初は月曜日から土曜日までの放送、1972年4月からは金曜日までの放送となり、その3か月後の1972年7月から1976年4月までは、ニッポン放送においては日曜日でも放送が開始され、この期間中は他のネット局でも土曜日に放送がされていた所があった。収録は毎週火曜日に1週間分まとめて行われていた。
1986年の9月にポプコンが第32回大会をもって終了したのに合わせ、番組の方も同年10月30日（他のネット局では10月31日）で終了した。翌週11月3日からニッポン放送においては生放送に変わり、番組名も「ぽっぷん王国」とした。パーソナリティは大石に代わって、直前の「HITACHI FAN! FUN! TODAY」を担当していた上柳昌彦（当時ニッポン放送アナウンサー、現在フリー）が兼務することとなった。一方「ポプコン」は、1987年8月の大会より「TEENS' MUSIC FESTIVAL」となった。
2009年2月22日に『コッキーポップ フォーエバー』と題して2時間20分の生放送を行った。
ヤマハはつま恋ガス爆発事故の直後に、一時的にスポンサーを引責降板している。

### オープニングナレーション
大石のオープニングナレーションは、番組開始当初は「みんなで作って、みんなで歌おう」だったが、後に「黙っていれば友達になれない、叫ばなければ消え去ってしまう。私たちが生まれてきた時から育ててきた何かを伝えあうために、ちぎれかけた世界の心と心を繋ぎ合うために、私たちの歌が今　ここにある」という特徴的なものに変更された。

### 放送時間
ニッポン放送
- 月 - 土曜 24:45 - 25:00 （1971年6月7日 - 1971年11月）
- 月 - 土曜 24:30 - 25:00 （1971年12月 - 1972年4月1日）
- 月 - 金曜 24:30 - 25:00 （1972年6月5日 - 1981年10月30日）
  - （上記期間中の日曜日の放送時間）
    - 16:30 - 17:00 （1972年7月 - 同年9月）
    - 20:30 - 21:00 （1972年10月 - 1973年3月）
    - 23:00 - 24:00 （1973年4月 - 1976年4月）
- 月 - 金曜 24:27頃 - 24:55頃 （1981年11月2日 - 1983年4月29日　『くるくるダイヤル ザ・ゴリラ』の番組内に内包）
- 月 - 木曜 24:40 - 25:00 （1983年5月2日 - 1986年10月30日　再び単独番組に。金曜日の放送は各ネット局へ裏送りの形となる）

#### 変遷
| 期間       | 期間       | 放送時間（日本時間）                                       |
| ---------- | ---------- | ---------------------------------------------------------- |
| 1971.06.07 | 1971.11    | 月 - 土曜 24:45 - 25:00（15分）                            |
| 1971.12    | 1972.04.01 | 月 - 土曜 24:30 - 25:00（30分）                            |
| 1972.06.05 | 1972.06.30 | 月 - 金曜 24:30 - 25:00（30分）                            |
| 1972.07    | 1972.09    | 月 - 金曜 24:30 - 25:00（30分） 日曜 16:30 - 17:00（30分） |
| 1972.10    | 1973.03    | 月 - 金曜 24:30 - 25:00（30分） 日曜 20:30 - 21:00（30分） |
| 1973.04    | 1976.04    | 月 - 金曜 24:30 - 25:00（30分） 日曜 23:00 - 24:00（30分） |
| 1976.05    | 1981.10.30 | 月 - 金曜 24:30 - 25:00（30分）                            |
| 1981.11.02 | 1983.04.29 | 月 - 金曜 24:27 - 24:55（28分）                            |
| 1983.05.02 | 1986.10.30 | 月 - 木曜 24:40 - 25:00（25分）                            |

#### ネット局
原則として、NRN基幹局を中心としたネットワークだったが、スポンサーの意向や編成上の都合によりJRN単独ネット局（CBC・MRO=現在はNRNとの2局クロスネット・RKB）で放送された地域も存在する。
月 - 金曜（1980年当時、放送時間は注記の無い場合はいずれも24:30 - 25:00）
- 北海道放送
- 岩手放送
- 東北放送
- 信越放送
- 新潟放送
  - 1981年当時は月曜24:00 - 25:00の枠で『ALL JAPAN TOP20』（文化放送制作）を放送していたため月曜日の放送が無かった[4]。
- 静岡放送
- 中部日本放送
  - 24:10 - 24:40（オールナイトニッポンネット受け前の1972年9月まで）
  - 24:00 - 24:30（オールナイトニッポンネット受け後の1972年10月 - 1974年3月）
  - 24:15 - 24:45（1974年4月 - 1974年9月）
  - 24:30 - 25:00（1974年10月から）
- 北日本放送 24:25 - 24:55（1977年4月4日からネット）
- 北陸放送 24:30 - 25:00（1976年10月4日からネット） → 24:10 - 24:40
- 近畿広域圏
  - ラジオ関西 24:20 - 24:50（1972年10月7日まで）
  - 毎日放送
    - 21:30 - 22:00（1972年10月9日 - 1973年9月）
    - 24:45 - 25:15（1973年10月 - 1975年3月）
    - 24:30 - 25:00（1975年4月 - 1977年9月）
    - 25:00 - 25:30（1977年10月 - 1981年10月）
    - 25:00 - 25:20（1981年11月 - ）
- 中国放送 23:30 - 24:00 → （1974年から）24:00 - 24:30
- 西日本放送（1977年4月からネット）
- RKB毎日放送
- 宮崎放送 23:30 - 24:00 → （1977年4月から）24:30 - 25:00
- 南日本放送 24:00 - 24:30 → 24:05 - 24:35

なお、全国16局ネット体制は『ぽっぷん王国』→『ぽっぷん王国ミュージックスタジアム』→『TEENS' MUSIC WAVE』に引き継がれることとなる。
土・日曜
- 北海道放送 土曜 24:00 - 25:00（1975年9月まで） → 土曜 23:10 - 24:10（1975年10月 - 1976年3月）
- 岩手放送 土曜 24:30 - 25:00（1976年3月まで）
- 東北放送 土曜 24:30 - 25:00（1976年3月まで）
- 信越放送 土曜 24:30 - 25:00（1976年3月まで）
- 新潟放送 土曜 24:30 - 25:00（1976年3月まで）
- 中部日本放送 土曜 24:10 - 24:40（1972年4月 - 1972年9月） → 土曜 24:00 - 24:30（1972年10月 - 1973年3月） → 日曜 24:00 - 25:00（1973年4月 - 1976年3月）
- 毎日放送 日曜 23:40 - 24:10（1972年10月 - 1973年2月） → 日曜 24:35 - 25:35（1973年3月 - 1976年3月）
- 中国放送 土曜 24:00 - 24:30（1976年3月まで）
- RKB毎日放送 土曜 24:40 - 25:40（1976年3月まで）
- 宮崎放送 土曜 23:30 - 24:00（1976年3月まで）
- 南日本放送 土曜 24:00 - 24:30（1976年3月まで）

### 主なアーティスト
- NSP
- 小坂明子
- 小泉まさみ&こんがりトースト
- 石川優子
- Belle
- 高田真樹子
- 中島みゆき
- 雅夢
- 紙ふうせん
- 小坂恭子
- パンダフルハウス

- 谷山浩子
- 高岡美智子
- 佐野元春
- 八神純子
- 円広志
- 森川美穂
- 丸山圭子
- 小林千絵
- 長渕剛
- 麻里絵
- 世良公則&ツイスト

- 新居昭乃
- 辛島美登里
- りんけんバンド
- イルカ
- 葛城ユキ
- 上條恒彦
- 浜田良美とスペシャルリザーブ
- 因幡晃
- 根田成一
- あみん
- 松田晃

- クリスタルキング
- 渡辺真知子（PIA）
- もとまろ
- 中沢京子
- 柴田容子
- ウィッシュ
- 高木麻早
- 佐々木幸男
- チャゲ&飛鳥
- 柴田まゆみ
- ピクルス

## テレビ
1977年4月3日、日本テレビにおいては日曜12:15の枠で放送開始。ポプコン出身歌手、バンドなどのトークやポプコン本選会の特集やリポートなど、ラジオ番組と共通していた内容もあったが、主に大きな要素を占めていたのはポプコン出身者を中心とした歌手、バンドが出演してのミニ・コンサートだった。当時の音楽番組の通例を打ち破るフル・コーラスで放映していた。これについては、出演者の意向に大きく沿ったコンセプトで作られ、一曲ごとに違う楽器編成による演奏が行われることも多く、その結果収録時間が長くなることも多かったという。このコンセプトに当時テレビの音楽番組にあまり出演していなかった歌手たちの賛同もあり、イルカ、アリス、河島英五らポプコン出身者以外の歌手の出演も時々あった。その他に新人発掘コーナーや、歌謡曲で主に活躍する歌手がニューミュージックを歌うコーナーもあり、通常は主に生田スタジオで2週分収録されていた。
テレビ版では大石吾朗の他にもレギュラー出演者がいたことがあり、1980年10月からは当時フィギュアスケート選手を引退したばかりの渡部絵美がインタビュアーとしてレギュラー出演していた。
1981年10月に『ビッグイベントゴルフ』と放送枠を交換する形で、土曜日23:55の枠に移動。翌1982年6月26日に終了した。

### 放送時間
日本テレビ他、同時ネット局
- 日曜 12:15 - 12:45 （1977年4月3日 - 1981年9月27日）
- 土曜 23:55 - 24:25 （1981年10月3日 - 1982年6月26日）

時差ネット局
- 読売テレビ
  - 土曜 17:15 - 17:45 （1977年4月9日 - 1978年9月30日）
  - 土曜 17:30 - 18:00 （1978年10月7日 - 1981年10月3日）
  - 土曜 23:55 - 24:25 （1981年10月10日 - 1982年6月26日）- 同時ネット
- 札幌テレビ
  - 土曜 18:00 - 18:30 （1977年4月9日 - 1980年3月29日）
  - 土曜 17:00 - 17:30 （1980年4月5日 - 1981年9月26日）
  - 土曜 23:55 - 24:25 （1981年10月3日 - 1982年6月26日）- 同時ネット
- 北陸放送（TBS系列）
  - 木曜 17:30 - 18:00（1977年時点）[7]

など。静岡県（ヤマハの本社が同県浜松市にある）ではTBS系列の静岡放送→日本テレビ系列の静岡第一テレビで放送された（1978年7月1日に当時、テレビ朝日系列と日本テレビ系列のクロスネット局であった静岡けんみんテレビ、1979年7月1日に日本テレビ系列局の静岡第一テレビがそれぞれ開局したが、ヤマハ側の意向で引き続き放送した後、途中で静岡第一テレビに移行し、同時ネットで最終回まで放送された[8]）。

### スタッフ
- 監修・協力 - 川上源一（ヤマハ音楽振興会）
- 構成 - 内海譲司
- 製作 - 中村公一
- プロデューサー - 向笠正夫
- ディレクター - 重松修
- 協力 - 生田スタジオ

### 主な出演者
- 谷山浩子
- NSP
- 中島みゆき
- 因幡晃
- 八神純子
- ピクルス
- 佐々木幸男
- 加藤登紀子
- チャゲ&飛鳥
- 柴田容子
- ロブバード
- 五輪真弓
- 世良公則&ツイスト
- イルカ
- 紙ふうせん

- 渡辺真知子（PIA）
- 雅夢
- 芹洋子
- 河島英五
- あべ静江
- 松崎しげる
- 大橋純子と美乃家セントラルステイション
- 松田晃
- 下成佐登子
- 根田成一
- 大友裕子
- 子門真人
- 石川優子
- エディ山本

- 柴田まゆみ
- 金子裕則
- 野本直美
- 伊藤敏博
- 門あさ美
- 伊丹哲也とSide By Side
- 坪倉唯子
- アラジン
- きゅうていぱんちょす
- あみん
- 芝田洋一
- 明日香
- クリスタルキング
- アリス
- 長渕剛

### 放送ライブラリー
放送ライブラリー（神奈川県横浜市中区の横浜情報文化センター内に設置）では、当番組の放送初回が保存されており視聴可能である。
- オンエア年月日：1977年4月3日（日本テレビ他、同時ネット局の放送日）
- 出演者：因播晃、研ナオコ、中島みゆき、麻里絵

## テーマ曲
ポプコン入賞曲などの中から、2〜3か月ごとの交替でテーマ曲が選ばれ、ラジオ、テレビの両方で毎日（毎週）流れていた。
- アイ・ジョージ『自由通りの午後』 （1971年）番組最初のテーマ曲
- 上條恒彦『あなたがいれば』 （？年）
- 伊勢功一&卍（まんじ）『さすらいの美学』 （1973年）
- 高木麻早『ひとりぼっちの部屋』 （1973年）
- 小坂明子『あなた』（1973年）
- 小坂恭子『恋のささやき』（1974年）
- 中沢京子『待ちわびて』（1974年）
- 谷山浩子『お早うございますの帽子屋さん』（1974年）
- 葛城ユキ『木曽は山の中』（1974年）
- 浜田良美『My Song』（1975年4月 - 6月）
- 柴田容子『ミスターロンサム』（1975年6月 - ）
- 小坂恭子『想い出まくら』（1975年）
- 中島みゆき『時代』 （1976年）
- 谷山浩子『風を忘れて』（1976年）
- サンディー・アイ『グッドバイ・モーニング』 （1976年？）
- 根田成一『哀しみのバラード』 （1977年？）
- 佐々木幸男『君は風』 （1977年4月 - 5月）
- 谷山浩子『風の子供（シングルヴァージョン）』（1977年6月 - 8月）
- 八神純子『思い出は美しすぎて』（1977年9月 - 12月）
- 世良公則&ツイスト『あんたのバラード』 （1978年1月 - 2月）
- NSP『八十八夜』 （1978年3月 - 4月）
- 八神純子『さよならの言葉』 （1978年5月 - 6月）
- 柴田まゆみ『白いページの中に』 （1978年7月 - 9月）
- 谷山浩子『忘れられた部屋で』（1978年10月 - 11月）
- 円広志『夢想花』（1978年12月 - 1979年2月）
- 石川優子『沈丁花』（1979年3月 - 5月）
- 下成佐登子『雨』（1979年6月 - 7月）
- チャゲ&飛鳥『ひとり咲き』（1979年8月 - 9月）
- 門あさ美『ファッシネイション』（1979年10月 - 12月）
- クリスタルキング『大都会』（1980年1月 - 2月）
- 谷山浩子『カントリーガール』（1980年3月 - 5月）
- 門あさ美『ロンリーロンリー』（1980年6月 - 8月）
- 雅夢『愛はかげろう』（1980年8月 - 10月）
- 下成佐登子『悲しみのアクトレス』（1980年10月 - 11月）
- 伊丹哲也とSide By Side『街が泣いてた』（1980年12月 - 1981年2月）
- キャデラックスリム『孤独のメッセージ』 （1981年3月 - 5月）
- 伊藤敏博『サヨナラ模様』（1981年6月 - 10月）
- 野本直美『かなしみ通り』（1981年10月 - 11月）
- アラジン『完全無欠のロックンローラー』（1981年11月 - 1982年2月）
- 蘭『影絵』 （1982年）
- NSP『めぐり逢いはすべてを越えて』 （1982年）
- あみん『待つわ』 （1982年）
- まりおん『Sea（うみ）』 （1982年）
- 明日香『花ぬすびと』 （1982年）
- 本田美緒『哀ダンサー』（1983年2月 - 4月）
- 小林千絵『いつも片想い』（1983年4月 - 5月）
- 磨香『冬の華』 （1983年）
- さそり座『窓ガラスのへのへのもへじ』 （1984年）

## コッキーポップ・プレミアム
2011年4月より2016年12月まで放送されていたラジオ番組「MUSIC CONNECTION」（全国のコミュニティFM各局、SPACE DiVA126chで放送）を構成する番組として、「コッキーポップ・プレミアム」（月曜 - 木曜24：00 - 25：00）があった。パーソナリティは大石吾朗。
「MUSIC CONNECTION」終了後は、2017年10月 - 2020年3月までミュージックバードで放送されていた「Premium G 〜MUSIC GIFT〜」、2020年4月よりミュージックバードで放送している「大石吾朗 Premium G」にて、番組内コーナー「コッキーポップ・プレミアム」として継続している。

## 商標
「コッキーポップ」「コキーポップ」は商標として登録されている。
| 称呼                                           | 登録番号    | 登録日                   | 権利者                                                       |
| ---------------------------------------------- | ----------- | ------------------------ | ------------------------------------------------------------ |
| コッキーポップ                                 | 第3023054号 | 1995年(平成7年)2月28日   | ヤマハ株式会社                                               |
| コキーポップ, コキー                           | 第3171149号 | 1996年(平成8年)6月28日   | 株式会社ヤマハミュージックエンタテインメントホールディングス |
| コキーポップ, コキー, コッキーポップ           | 第3330539号 | 1997年(平成9年)7月11日   | 株式会社ヤマハミュージックエンタテインメントホールディングス |
| コッキーポップ, コッキー, ポップ, ピイオオピイ | 第6088066号 | 2018年(平成30年)10月12日 | 株式会社ヤマハミュージックエンタテインメントホールディングス |